# Prawo dostępu do informacji (Polska)
Prawo dostępu do informacji – przepisy określające prawo dostępu do informacji w Polsce.

## Ochrona konsumenta przed informacją naruszającą jego prywatność
Informacja handlowa (w postaci druków ulotnych, folderów i innych materiałów reklamowych) może naruszać prawo do prywatności. Osoba fizyczna, występująca w tym wypadku jako konsument, ma prawo do ochrony przed narzucaniem jej roli biernego uczestnika rynku. Aby działanie przedsiębiorcy, który kieruje do konsumenta informacje reklamowe było bezprawne, wystarczy wyraźny sprzeciw, skierowany do przedsiębiorcy w taki sposób, aby mógł się z nim zapoznać. Na przykład, jeżeli konsument jest zarzucany niechcianymi materiałami reklamowymi (bez podania indywidualnego adresu) — wystarczy informacja wywieszona na drzwiach, na skrzynce pocztowej lub zastrzeżenie zgłoszone na poczcie, w przypadku gdy druki te są rozpowszechniane za pośrednictwem poczty. Zgodnie z Pismem Zastępcy Dyrektora Generalnego Poczty Polskiej z dnia 22 stycznia 1999 r., Poczta Polska nie będzie dostarczała druków bezadresowych, gdy zainteresowany zgłosi pisemny wniosek.
W przypadku, gdy chodzi o korespondencję zaadresowaną imiennie, konieczne jest zawiadomienie nadawcy tej korespondencji. Kontynuowanie praktyk informacyjnych wbrew woli adresata, po dokonaniu zastrzeżenia o ich niepożądanym charakterze, powoduje, że będzie to działanie bezprawne, powoduje więc bezprawne naruszenie prywatności konsumenta, a więc jest zakazane.
W takiej sytuacji konsument może wystąpić z pozwem do sądu powszechnego o naruszenie jego dóbr osobistych (prawo do prywatności jest jednym z dóbr osobistych) w oparciu o art. 24 Kodeksu cywilnego.

## Ochrona konsumenta przed uciążliwą reklamą
Ochronie konsumenta służą nie tylko przepisy Kodeksu cywilnego, ale także przepisy o nieuczciwej konkurencji, a dokładniej przepisy o niedozwolonej reklamie, zwłaszcza w postaci reklamy uciążliwej. Zgodnie z art. 16 ust. 1 pkt 1 ustawy o zwalczaniu nieuczciwej konkurencji, zakazana jest (jako stanowiąca czyn nieuczciwej konkurencji) "reklama sprzeczna z przepisami prawa, dobrymi obyczajami lub uchybiająca godności człowieka". W szczególności czynem nieuczciwej konkurencji jest "reklama stanowiąca istotną ingerencję w sferę prywatności, zwłaszcza przez nagabywanie w miejscach publicznych, przesyłanie towarów nie zamówionych, nadużywanie technicznych środków przekazu".
Uciążliwa reklama stanowiąca czyn nieuczciwej konkurencji pociąga za sobą sankcje określone w art. 18 ust. 1 ustawy o zwalczaniu nieuczciwej konkurencji. Prawo wystąpienia z pozwem przysługuje nie konsumentowi, który narażony jest na nieuczciwą reklamę, ale przedsiębiorcy, którego interes jest zagrożony lub naruszony.

## Zakaz informacji wprowadzającej w błąd
Emitowanie i rozpowszechnianie informacji mogących wprowadzić w błąd jest naganne, ponieważ zaciemnia orientację na rynku, powodując, że konsumenci podejmują fałszywe, nie chciane decyzje o uczestnictwie w transakcjach. Wprowadzanie w błąd, jako uniemożliwiające lub ograniczające swobodę oceny, powzięcia i wyrażenia decyzji przez konsumenta, jest naruszeniem jego prawa do informacji.

## Informacje, do których konsument ma prawo
Konsument musi mieć dostęp do niezbędnych informacji na temat towarów i usług.

### Informacje na temat żywności
Obowiązek właściwego oznaczania (etykietowania) ciąży na producencie, a także na sprzedawcy. Opakowanie musi zawierać informacje o:
- naturze, przeznaczeniu i innych właściwościach produktu;
- trwałości produktu;
- składzie wewnętrznym zawartości;
- pochodzeniu;
- metodzie wytworzenia;
- oraz o warunkach, sposobach przechowywania lub wykorzystania – w niezbędnym zakresie.

Informacja o specjalnym sposobie produkcji "wyprodukowano metodami ekologicznymi" jest dozwolona pod warunkiem posiadania atestu. Ponadto na etykiecie certyfikowanego produktu ekologicznego powinno znaleźć się miejsce pochodzenia surowców (adres gospodarstwa/przetwórni), nr atestu i nazwa jednostki certyfikującej.

### Produkty GMO
Szczególne obowiązki w zakresie oznaczania produktów dotyczą tzw. produktów GMO. Jako produkt GMO to każdy wyrób składający się z GMO lub zawierający GMO lub ich fragmenty lub kombinację GMO, który jest wprowadzany do obrotu lub wywożony za granicę lub przewożony tranzytem przez terytorium Rzeczypospolitej Polskiej GMO, czyli organizmy genetycznie zmodyfikowane.
Istnieje obowiązek znakowania produktów GMO, z wyjątkiem, gdy ich zawartość w produkcie nie przekracza 1% masy. Oznakowanie produktu GMO, które powinno znajdować się na etykiecie, zawierać musi następujące informacje:
- nazwę produktu GMO i nazwy zawartych w nim GMO,
- imię i nazwisko lub nazwę producenta lub importera oraz adres,
- przewidywany obszar stosowania produktu GMO: przemysł, rolnictwo, leśnictwo, powszechne użytkowanie przez konsumentów lub inne specjalistyczne zastosowanie,
- zastosowanie produktu GMO i dokładne warunki użytkowania wraz z informacją, w uzasadnionych przypadkach, o rodzaju środowiska, dla którego produkt jest odpowiedni,
- szczególne wymagania dotyczące magazynowania i transportu, jeżeli zostały określone w zezwoleniu,
- informacje o różnicy wartości użytkowej między produktem GMO a jego tradycyjnym odpowiednikiem
- środki, jakie powinny być podjęte w przypadku niezamierzonego uwolnienia GMO, niezgodnego z wymaganiami dotyczącymi wprowadzenia produktu GMO do obrotu, jeżeli zostały określone w zezwoleniu,
- numer zezwolenia.

W przypadku gdy cały produkt jest genetycznie zmodyfikowany, oznakowanie powinno być uzupełnione informacją: produkt genetycznie zmodyfikowany. Jeśli tylko niektóre składniki są genetycznie zmodyfikowane, obok nazwy składnika należy umieścić napis "genetycznie zmodyfikowany". Napis i informacja powinny być czytelne i zapisane czcionką tej samej wielkości co nazwa składnika lub produktu. Brak odpowiedniego oznaczenia produktu GMO stanowi wykroczenie i jest zagrożone karą grzywny.

### Leki i wyroby farmaceutyczne
Informacja o środkach farmaceutycznych musi być rzetelna, obiektywna, aktualna i na tyle obszerna, aby umożliwić jej adresatowi wyrobienie sobie własnej opinii. Musi ona zawierać dane zgodne z dokumentacją decydującą o wpisie do Rejestru Środków Farmaceutycznych, nie może pomijać aktualnych danych dotyczących przeciwwskazań.

### Informacje o towarze i ostrzeżenia
W odniesieniu do wielu rodzajów produktów, np. lekarstw, wyrobów tytoniowych, kosmetyków, substancji trujących ogólny obowiązek ostrzeżeń przewidywała Ustawa z dnia 3 kwietnia 1993 r. o badaniach i certyfikacji. Ustawa ta zawierała ogólny obowiązek certyfikacji wyrobów krajowych i importowanych oraz usług, które mogą stwarzać zagrożenie. Dowodem poddania się certyfikacji było posiadanie stosownego oznaczenia — znaku bezpieczeństwa. Obecnie obowiązuje ustawa z dnia 30 sierpnia 2002 r. o systemie oceny zgodności. Wprowadza ona obowiązek oceny zgodności określonych w niej wyrobów. Sankcje niepoddania produktu temu obowiązkowi mają charakter ekonomiczny, karny lub administracyjny, z możliwością wycofania produktu z obrotu włącznie. Naruszenie obowiązku oznaczania wyrobów stosownymi znakami czy zaniechanie powinności ich uzyskania może się też wiązać z sankcjami cywilnymi. Z punktu widzenia indywidualnego konsumenta zaniedbanie przez sprzedawcę (producenta, importera) obowiązku odpowiedniego oznaczenia oznacza możliwość pozwania go o odszkodowanie w przypadku, gdyby odniósł on szkodę spowodowaną przez dany produkt, i odpowiedzialności kontraktowej.